# Los Angeles Film Critics Association Awards 1996
La 22ª edizione dei Los Angeles Film Critics Association Awards si è tenuta nel dicembre 1996, per onorare il lavoro nel mondo del cinema per l'anno 1996.

## Premi
Miglior film
- Segreti e bugie (Secrets & Lies), regia di Mike Leigh
  - 2º classificato: Fargo, regia di Joel Coen

Miglior attore
- Geoffrey Rush - Shine
  - 2º classificato: Eddie Murphy - Il professore matto (The Nutty Professor)

Miglior attrice
- Brenda Blethyn - Segreti e bugie (Secrets & Lies)
  - 2º classificato: Frances McDormand - Fargo

Miglior regista
- Mike Leigh - Segreti e bugie (Secrets & Lies)
  - 2º classificato: Joel Coen - Fargo

Miglior attore non protagonista
- Edward Norton - Tutti dicono I Love You (Everyone Says I Love You), Larry Flynt - Oltre lo scandalo (The People vs. Larry Flynt) e Schegge di paura (Primal Fear)
  - 2º classificato: Armin Mueller-Stahl - Shine

Miglior attrice non protagonista
- Barbara Hershey - Ritratto di signora (The Portrait of a Lady)
  - 2º classificato: Courtney Love - Larry Flynt - Oltre lo scandalo (The People vs. Larry Flynt)

Miglior sceneggiatura
- Joel ed Ethan Coen - Fargo
  - 2º classificato: Joseph Tropiano e Stanley Tucci - Big Night

Miglior fotografia
- John Seale - Il paziente inglese (The English Patient)
- Chris Menges - Michael Collins

Miglior scenografia
- Brian Morris - Evita
- Janet Patterson - Ritratto di signora (The Portrait of a Lady)

Miglior colonna sonora
- Hal Willner e The Hey Hey Club Musicians - Kansas City
  - 2º classificato: Elliot Goldenthal - Michael Collins

Miglior film in lingua straniera
- Il buio nella mente (La cérémonie), regia di Claude Chabrol  ·  Francia
  - 2º classificato: Lamerica, regia di Gianni Amelio  ·  Italia/ Francia/ Svizzera

Miglior film d'animazione
- I cortometraggi d'animazione di Nick Park

Miglior documentario
- Quando eravamo re (When We Were Kings), regia di Leon Gast
  - 2º classificato: Paradise Lost: The Child Murders at Robin Hood Hills, regia di Joe Berlinger e Bruce Sinofsky

Miglior film sperimentale/indipendente
- Craig Baldwin - Sonic Outlaws

New Generation Award
- Emily Watson - Le onde del destino (Breaking the Waves)

Career Achievement Award
- Roger Corman